# منية طوخ دلكة
منية طوخ دلكة إحدى قرى مركز تلا التابع لمحافظة المنوفية بجمهورية مصر العربية.

## السكان
بلغ عدد سكان منية طوخ دلكة 6,196 نسمة، منهم 3216 رجل و2980 إمرأة، حسب الإحصاء الرسمي لعام 2006.